# マヘル・ザイン
マヘル・ザイン （アラビア語: ماهر زين、Maher Zain、1981年7月16日 -  ）は、レバノン系スウェーデン人の音楽プロデューサー、歌手、作詞家。
ブラック・コンテンポラリーなどの分野で活動している。
2009年にAwakeningレコードのプロデュースによりアルバム『センキュー・アッラーフ』を発表した。2012年4月同レコードから『フォーギヴ・ミー』、2016年に『ワン』を発表した。

## 経歴
彼は8歳のときに家族とともにレバノンからスウェーデンに移住した。航空工学の学士号を取得した。大学卒業後は、スウェーデンの音楽業界に入り、2005年にモロッコ生まれのスウェーデン人プロデューサー、RedOneと提携した。2006年にRedOneがニューヨークに拠点を移すと、彼もすぐに米国で音楽業界でのキャリアを継続し、Kat DeLunaなどのアーティストのプロデュースを担当した。スウェーデンに帰国すると、ザインは再びイスラム教の信仰に取り組むようになり、音楽プロデューサーとしてのキャリアを離れ、イスラムの影響を強く受けた現代R&B音楽のシンガーソングライターになることを決意した。
2009年1月に、ザインはAwakening Records名義でアルバム制作を開始した。 13曲と2つのボーナストラックを含む彼のデビューアルバム『Thank You Allah』は2009年11月1日にリリースされ、その後すぐにいくつかの曲のパーカッション版とフランス語版がリリースされた。ZainとAwakening Recordsは、Facebook、YouTube、iTunesを通じてアルバム収録曲を宣伝することに成功した。 2010年初頭、彼の音楽はすぐにネット上でアラビア語圏およびイスラム諸国、さらには西側諸国の若いイスラム教徒の間で大きな支持を集めた。 2010年末までに、彼はその年にマレーシアで最も多くグーグル検索された有名人となった。 彼が商業的に最も成功を収めたのはマレーシアとインドネシアだった。 アルバム『Thank you Allah』は、ワーナーミュージック・マレーシアとソニー・ミュージック・インドネシアによってマルチプラチナ認定を受けており、マレーシアで2010年に最も売れたアルバムとなった。
ザインは主に英語で歌っているが、人気のある曲の中には他の言語でリリースしているものもある。たとえば、『Insha Allah』という曲は現在、英語、フランス語、アラビア語、トルコ語、マレー語、インドネシア語版がある。 別の曲『Allahi Allah Kiya Karo』（「アッラーと言い続ける」）はウルドゥー語で歌われており、パキスタン生まれのカナダ人歌手イルファン・マッキがフィーチャーされている。 ザインは英国、米国、マレーシア、インドネシア、サウジアラビア、エジプトなど世界中でコンサートを行っている。彼はマレーシア、エジプト、モロッコなどいくつかの国にファンクラブを持っている。 彼は2013年にAwakening Recordの新しいスターを選ぶためのAwakening Talent Contestの審査委員会に参加した。